# 빌 클린턴 대통령 탄핵 소추

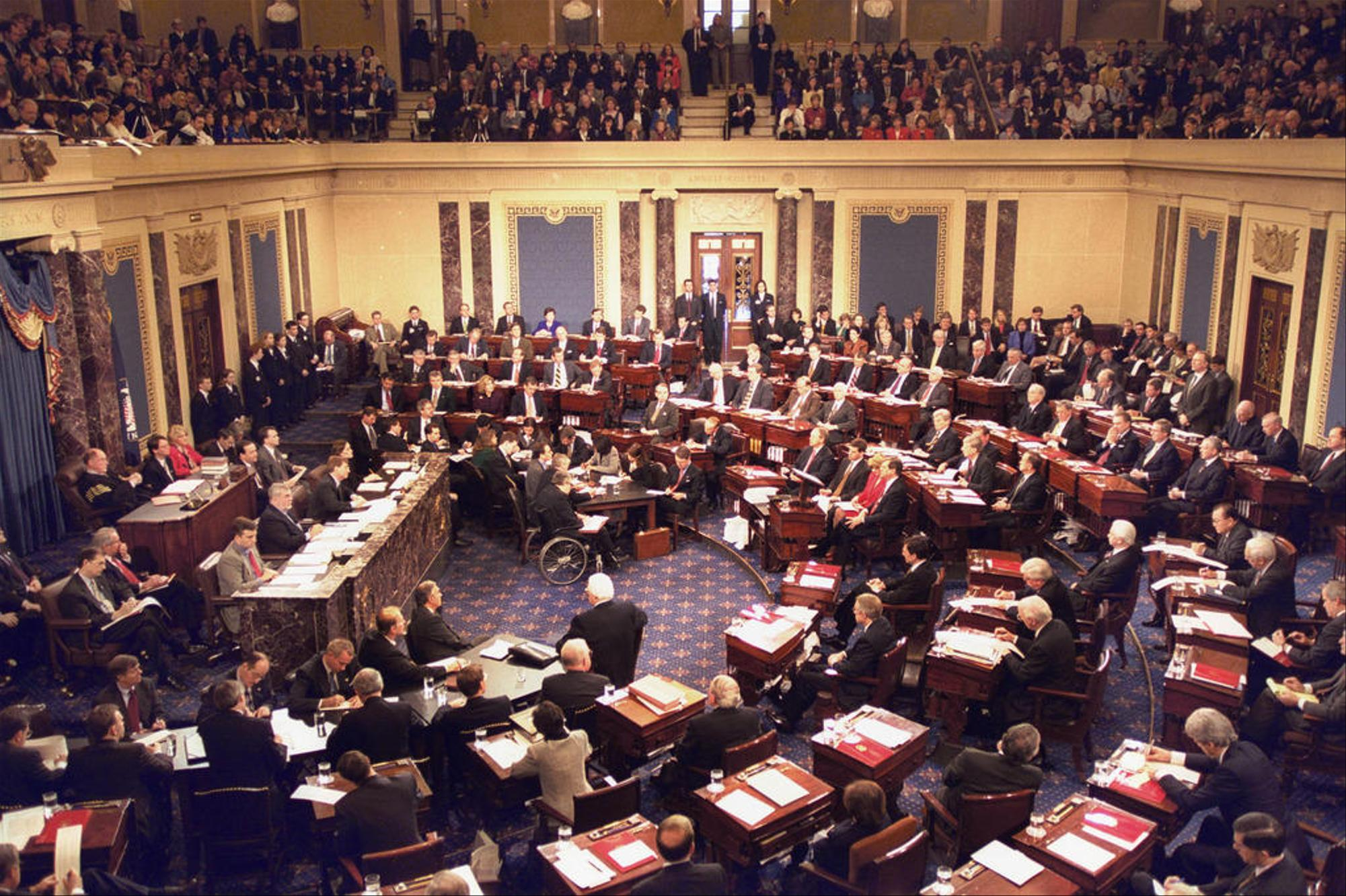
빌 클린턴 탄핵에 대해 심사 중인 1999년 미국 상원

빌 클린턴의 탄핵 소추는 1998년 12월, 미국 하원에서 가결되었으며 미국 상원에서 탄핵 과정 중 미국의 42대 대통령 빌 클린턴의 위증과 사법 방해 여부에 대하여 재판이 진행되었다. 이 혐의는 파울라 존스가 빌 클린턴에 대하여 제기한 아칸소 주지사 시절 성추행 소송으로부터 시작하였으며, 심리 끝에 1999년 2월 12일에 상원은 표결을 통해 탄핵 소추안을 기각 처리했다. 탄핵안 부결 이후 있었던 위증과 사법 방해 여부에 대한 두번째 탄핵 소추 시도는 하원에서 저지됐다.
탄핵 소추를 앞두고, 특별 검사 케네스 스타가 미국 하원 사법 위원회에 수사 결과에 대한 문서를 제출했다. 사법 위원회는 문서를 검토한 후, 데이비드 시퍼스 조사관의 판단으로 상기한 두 가지를 포함한 4가지 사유로 탄핵안을 하원에 상정했고 그 중 위증과 사법 방해 두 가지 탄핵 사유가 채택되어 하원은 1868년 앤드루 존슨 대통령 이후 미국 역사 상 두번째로 대통령에 대한 탄핵 소추안을 통과시켰다. 리처드 닉슨의 1974년 탄핵 소추 직전 사임을 포함하면 미국 역사상 세번째 사례.
미국 상원의 탄핵 재판은 공화당이 55석으로 다수당을 차지한 106대 미국 의회에서 진행되었으며, 전체 의석 수의 2/3인 67명 이상이 찬성해야만 탄핵 소추를 인용할 수 있었다. 투표 결과 총 45명이 빌 클린턴의 위증 혐의에 대하여, 50명이 사법 방해 의혹에 대하여 각각 탄핵 소추를 인용하고자 했다. 빌 클린턴 대통령이 속해있던 민주당은 상원 의원 전원이 탄핵에 반대표를 던졌고, 결국 인용 정족수에 미치지 못하여 하원을 통과한 빌 클린턴에 대한 탄핵 소추안은 상원에 의해 기각되었다.

## 배경
1994년, 폴라 존스는 빌 클린턴이 아칸소주 주지사 시절, 성범죄를 저질렀다고 주장하며 소송을 제기했다. 클린턴은 대통령 퇴임 시점까지 이 재판을 연기하려 했으나, 1997년 5월 미국 연방 대법원은 만장 일치로 재판의 속개를 명령했다. 이후 재판 이전 디스커버리 절차가 시작되었다. 폴라 존스의 변호인단은 원고의 주장을 지지하는 여성 증인들과 함께 피고 클린턴이 피해자들에게 어떤 형태의 행동을 했는지를 증명하기를 원했다. 1997년 말, 린다 트립은 전에 인턴 생활을 했던 국방부 직원인 친구 모니카 르윈스키와의 대화를 비밀리에 녹음했는데, 이 과정에서 르윈스키가 대통령과 성관계를 맺었다고 진술한 사실이 폭로됐다. 트립은 1997년 12월 르윈스키를 추가로 증인 명단에 올린 원고의 변호사들과 이 정보를 공유했다. 이후 특검 역할을 맡은 케네스 스타의 보고서에 따르면 르윈스키가 증인 명단에 오른 후 클린턴은 거짓 진술서를 제출하는 동시에 주고 받았던 선물을 은닉하고, 르윈스키가 원하는 곳에 취직하도록 도왔던 사실 등 그들의 관계를 입증할만한 증거들을 감추기 시작했다.

## 같이 보기
- 2019년 도널드 트럼프 대통령 탄핵 소추
- 2021년 도널드 트럼프 대통령 탄핵 소추